# Harmen Israhel
Harmen Israhel (auch Hermen Iserhel oder Hermann Israel; * um 1488 in Münster; † 1558 in Lübeck) war ein deutscher Kaufmann in der Hansestadt Lübeck mit Kontakten besonders nach Schweden, der eine wichtige Rolle in der Reformations- und Wullenwever-Zeit spielte.

## Leben
Harmen Israhel stammte wie zahlreiche andere in Lübeck ansässige Kaufleute seiner Zeit aus Münster. Er erscheint erstmals 1507 als Kaufmannsgeselle am Holm mit eigenen Geschäften zwischen Lübeck und Reval. Um 1515 ließ er sich in Lübeck nieder und wurde 1517 Mitglied der Leonhardsbruderschaft und im folgenden Jahr der Heiliggeistbruderschaft. Ebenfalls 1518 heiratete er Elsabe Tegeler († 1550), Tochter des um 1513 verstorbenen Schiffers Hans Tegeler, wie er ein Schwedenkaufmann. Um dieselbe Zeit muss er das Bürgerrecht der Stadt Lübeck erworben haben.

### Schwedenhandel und Gustav Vasas Freiheitskampf
Schon seit Beginn seiner Zeit als selbstständiger Kaufmann gehörte Israhel zu einem Kreis antidänischer Schwedenkaufleute wie Kort König (Cort Coning) und Markus Helmstede, Faktor des Reichsverwesers von Schweden Sten Sture. Von 1518 bis 1525 war er hovetman einer Handelsgesellschaft, die einen Dreieckshandel zwischen Lübeck, Schweden und Reval führte. Dank der Kontakte in der Leonhardsbruderschaft, deren Mitglieder vor allem mit Oberdeutschland verbunden waren, konnte er seine Geschäfte weit ausdehnen.
Schweden befand sich in dieser Zeit im Unabhängigkeitskampf gegen den dänischen König Christian II., der seine Stellung als Unionskönig durchsetzen wollte. Als der junge schwedische Adlige Gustav Erikson 1519 aus dänischer Gefangenschaft fliehen konnte, nahm er Kontakt zu den Holmhändlern auf. Israhel und seine Frau nahmen ihn in ihrem Haus auf und vermittelten den Kontakt zu dem Bürgermeister Nikolaus Brömse. 
Für Lübeck und besonders für die Holmevarer war der Schwedenhandel ein wichtiger Wirtschaftsfaktor. Das von Christian II. erzwungene Handelsverbot mit Schweden führte zu schweren Belastungen. Die Lübecker Kaufleute versuchten diese Blockade zu durchbrechen, aber Israhel verlor dabei ein Schiff, das der dänische Flottenführer Sören Norby aufbrachte. Die Holmevarer statteten nun ihrerseits Kaperschiffe aus.

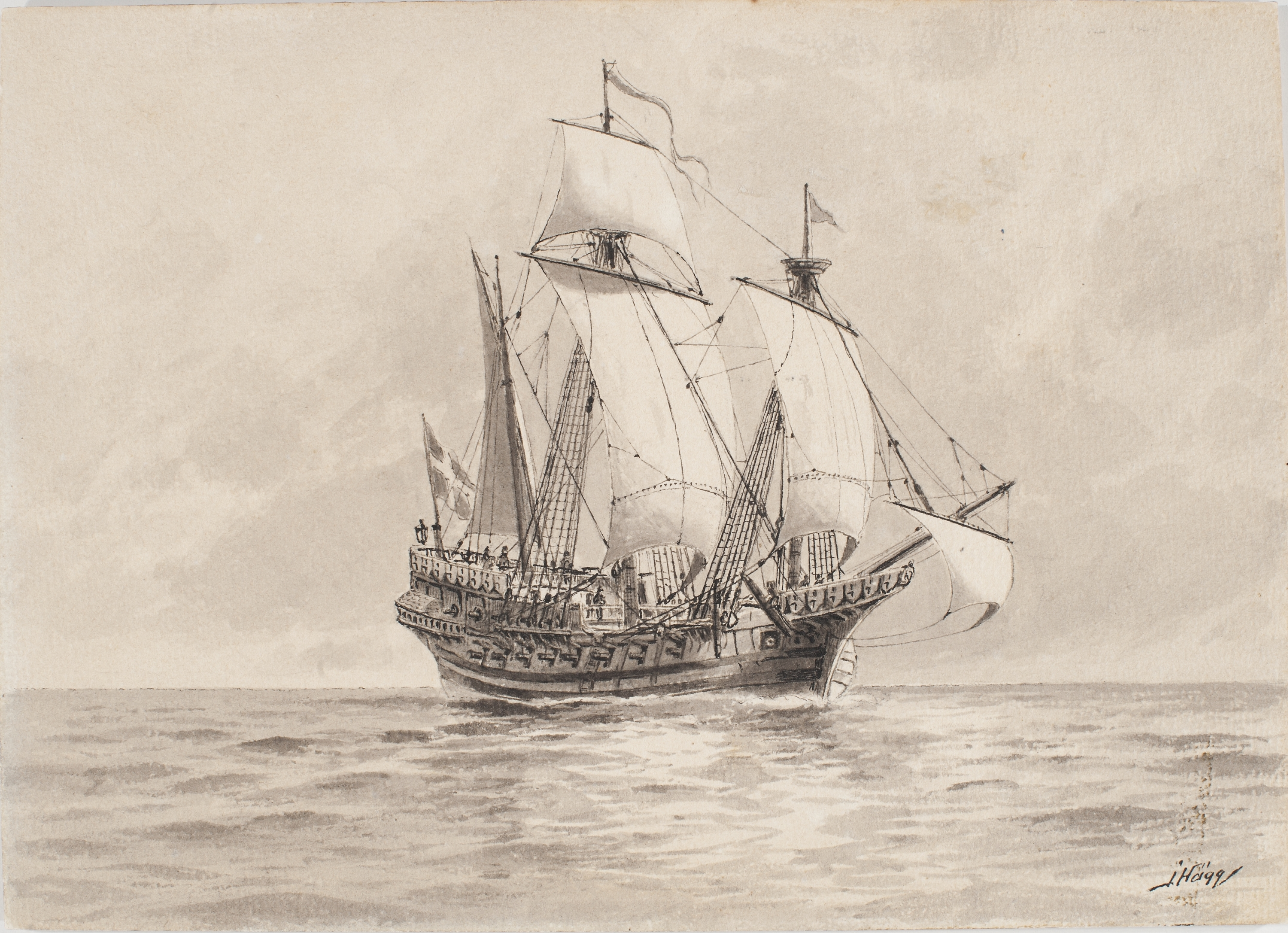
Rekonstruktion der Karacke Lybska Svan, seit 1522 Flaggschiff der von Gustav Vasa gegründeten Schwedischen Marine. Kaufpreis in Lübeck: 7600 Lübische Mark

Im Mai 1520 kehrte Gustav Vasa auf einem Lübecker Schiff nach Schweden zurück. 1522 schloss er, wiederum vermittelt durch die Holmevarer Harmen Israhel und Kort König, einen Vertrag mit Lübeck, wonach die Stadt seinen Kampf finanziell und mit Schiffen und Söldnern unterstützte. Harmen Israhel gab persönlich große Darlehen, warb Söldner und stattete innerhalb weniger Wochen zehn Kaperschiffe aus. Dafür verschuldete er sich selbst mit einer hohen Summe und übernahm zusätzlich Bürgschaften für die von ihm eingeworbenen Kredite. Neben ihm gehörten die Bürgermeister Hermann Falke und Thomas von Wickede, aber auch Dithmarschen zu den wichtigsten Finanziers des schwedischen Befreiungskrieges. Mit der Lübecker Flotte unter Hermann Plönnies und Berend Bomhover gelang Gustav Vasa im Sommer 1523 die Eroberung von Stockholm.

### Verhandlungen um die schwedischen Schulden
Als Gustav Vasa König geworden war, verpflichtete er sich 1523 im Privileg von Strängnäs, Lübeck als Gegenleistung für die Finanzierung des Befreiungskampfs Zollfreiheit zu garantieren und den Niederländern, den wichtigsten Konkurrenten der Hanse um die Vorherrschaft in der Ostsee, den Zugang zum schwedischen Markt zu verwehren.
Israhel pflegte nach wie vor ein enges persönliches  Verhältnis zu dem König, wie der vertrauliche Tonfall der fünfzehn Briefe im Schwedischen Reichsarchiv belegt, die er von 1523 bis 1528 an Gustav Vasa schrieb. So ließ Elsabe Israhel dem jungen König und seiner Schwester Margaret Köstlichkeiten wie Nürnberger Lebkuchen senden. Doch drängte Israhel in denselben Briefen auch auf Rückzahlung, denn seine Gläubiger bedrängten ihn. Gustav Vasa verlieh Israhel und dessen Frau daraufhin am 1. Mai 1524 das Privileg, lebenslang gänzlich abgabenfrei und ohne die üblichen Beschränkungen in ganz Schweden und nicht nur wie andere Hansekaufleute in den Städten Handel treiben zu können. Dadurch bekam Istahel die Möglichkeit, ohne den Zwischenhandel der einheimischen Kaufleute beispielsweise Roheisen direkt vom Erzeuger einzukaufen. Zudem erhielt er Geschenke, u. a. Anteile an einem Kupferbergwerk. Israhel hätte sich damit eine Monopolstellung im schwedischen Außenhandel aufbauen können, doch fehlte ihm dazu das nötige Kapital, weil sein Freund Gustav Vasa mit der Rückzahlung seiner Schulden sehr zögerlich war.
Zwischen 1523 und 1526 reiste Israhel mehrmals zusammen mit dem Stadtsekretär Lambert Becker im Auftrag des Lübecker Rats und als Sprecher der Kaufmannschaft an Gustav Vasas Hof, um die Begleichung der Lübecker Schulden – insgesamt 120.000 Lübsche Mark – einzufordern. Es existieren zwei Rechenschaften, in denen die Lübecker und vor allem seine eigenen Aufwendungen detailliert aufgelistet sind. Dabei warb er auch um Unterstützung für den Kampf gegen Sören Norby, der sich nach der Absetzung von Christian II. auf Gotland festgesetzt hatte. In dem Zusammenhang teilte er Gustav Vasa 1525 mit, dass Sten Stures Witwe Christina Gyllenstierna sich mit Sören Norby verbündet habe. Gotland war im Vertrag von Malmö (1524), mit dem Schweden aus der Kalmarer Union ausgetreten war, eigentlich Schweden zugesprochen worden, doch nach dem Sieg über Norby 1526 erhielt Lübeck als Ausgleich für seine Kriegsausgaben für fünf Jahre die Pfandherrschaft über die Insel, die danach bei Dänemark verblieb. Gustav Vasa verweigerte deshalb zwischen 1524 und 1526 die Rückzahlungen an Lübeck. Er ließ verbreiten, dass die gelieferten Schiffe nicht gut gewesen seien und die Forderung daher zu hoch und darüber hinaus eine bereits 1522 erfolgte Zahlung von 8000 Mk nicht berücksichtigt. Zudem machte er Israhel verantwortlich für den Verlust Gotlands, weil der Bürgermeister Thomas von Wickede als Lübecker Vertreter in Malmö nicht die von Israhel versprochene Lübecker Hilfe zur Eroberung Gotlands zur Verfügung gestellt hatte. Israhel schrieb in dieser Zeit mehrere Briefe an Gustav Vasa, in denen er seine desaströse finanzielle Situation eindringlich darstellte und an Gustavs Gewissen appellierte, seine Schulden zu begleichen. Trotzdem war er in diesen Jahren wohlhabend genug, um sich ein Brauhaus und Landbesitz in Genin zu kaufen.
In den neuen Verhandlungen zwischen Lübeck und Schweden 1528 traten der königliche Sekretär Wulf Gyler und Gustavs Schwager Johann von Hoya als Fürsprecher für Israhel ein. Graf Hoya bürgte sogar persönlich für die Rückzahlung. Die Unterzeichnung des Schuldvertrags durch Schweden im März 1529 in Israhels Haus besserte Israhels finanzielle Lage, obwohl Gustav Vasa immer noch mehr als die Hälfte der Forderungen schuldig blieb.
Israhel war in Gustavs Auftrag auch diplomatisch tätig. Im Herbst 1530 reiste er zu Magnus I. von Sachsen-Lauenburg, um mit ihm über die Mitgift für dessen Tochter Katharina, Gustav Vasas Braut, zu verhandeln. Nachdem er den Erfolg seiner Mission im Januar 1531 auf dem Herrentag in Örebro mitgeteilt hatte, sorgte er auch für die Übergabe der Geschenke an die Brauteltern und für die reibungslose Reise der Braut. Aus diesem Zusammenhang stammt der einzige erhaltene Brief von Gustav Vasa an Israhel, der ihn als "guter Freund" tituliert.
Doch dieselbe Reise im Januar 1531 führte zur endgültigen Entfremdung, denn Israhel erneuerte auf dem Herrentag die Lübecker Forderungen. Aber die schwedische Bevölkerung, die unter den ständigen Forderungen der Hanse litt, erhoben sich gegen neue Steuern, u. a. die Abgabe einer Glocke von jeder Kirche. Zwar erhielt Lübeck im Herbst 1531 eine große Abschlagszahlung, doch auf dem Herrentag in Stockholm 1532 verweigerten Kirche und Stände dem König weitere Zahlungen.
Ein letztes Mal reiste Israhel im Frühjahr 1532 nach Schweden, um angesichts der erneuten Bedrohung durch den abgesetzten dänischen König Christian II. über die Lübecker Privilegien zu verhandeln und um Unterstützung im Lübecker Kampf gegen die Niederländer zu bitten. Mit Berufung auf die Unzuverlässigkeit der Lübecker in Malmö 1524 lehnte Gustav Vasa jede Hilfe ab. 1533 widerrief er dann die Lübecker Privilegien. Damit endete auch für Harmen Israhel der Handel mit Schweden. Von seinem ehemaligen Freund Gustav Vasa wurde er bezichtigt, etwa 8.000 Mk, die angeblich 1522 falsch abgerechnet worden waren, veruntreut zu haben. Israhel galt fortan in Schweden als Feind. Graf Hoya und Gyler fielen ebenfalls in Ungnade und verließen Schweden. Israhel verhalf Gyler 1534 zur Übersiedlung nach Lübeck. Hoya schloss sich Christoph von Oldenburg an und fiel in der Grafenfehde.

### Reformation und Grafenfehde
Während der Reformationszeit gehörte Israhel zu den Sprechern der Lutheranhänger. Bereits 1522 war er wie auch Johann Sengestake unter den evangelisch gesinnten Bürgern, die Johannes Steenhoff, dem wegen seines lutherischen Bekenntnisses der Prozess drohte, aus dem Gefängnis befreiten.
Er war 1528 und 1529 Mitglied zweier Bürgerausschüsse, der vom Rat neben Rechenschaft über Einnahmen und Ausgaben auch die Besteuerung des Domkapitels und evangelische Prediger forderte. Mehrmals verhandelte er deswegen als Sprecher der Bürger mit dem Rat, ab Anfang 1530 zusammen mit Jürgen Wullenwever. Als einer von 24 von der Gemeinde gewählten Kistensitzern war es 1528 seine Aufgabe, die Steuern entgegenzunehmen. Dabei setzte er durch, dass auch die Kleriker und die Domherren persönlich erschienen, um ihrer Steuerpflicht nachzukommen. Im Dezember 1529 trug Harmen Israhel dem Rat den Beschluss der Bürger vor, bei Rückberufung der Anfang des Jahres ausgewiesenen evangelischen Prediger Andreas Wilms und Johann Walhoff die Steuerartikel zu akzeptieren. 
Am 7. April 1530 wurde er in den Ausschuss der 64 gewählt, zu dem auch mehrere andere frühere Unterstützer Gustav Vasas gehörten. Die gewählten Bürger sollten zunächst nur als Kistensitzer die Steuerzahlung beaufsichtigen. Die Gemeinde bewilligte aber auf Antrag von Harmen Israhel dem Ausschuss die Befugnis, gemeinsam mit dem Rat Neuerungen zugunsten der Bürgerschaft durchzuführen. Damit wurde der 64er-Ausschuss als Vertreter der Bürgerschaft zu einem regulären Gegenpart des Rats, der dessen Rechtmäßigkeit am 10. Juni 1530 im Stadtbuch festschreiben musste. In der Folgezeit übernahmen mehr und mehr Wullenwever und der Schmied Borchard Wrede die Führung der Bürger. Israhel verhandelte nur noch einmal im Oktober 1530 mit dem Domkapitel.
Doch obwohl Israhel von den Chronisten Hermann Bonnus und Reimar Kock großer Einfluss auf Wullenwever nachgesagt wurde, wurde er weder Ratsherr, noch trat er in der folgenden Zeit stärker in Erscheinung. Im ganzen Jahr 1531 erscheint er nicht in den Lübecker Quellen. Nur als 1532 der dänische König Friedrich I. Lübeck gegen die Rückeroberungsversuche des abgesetzten Christian II. um Hilfe bat, stieß Israhel im April von Stockholm aus in Kopenhagen zu der Lübecker Gesandtschaft um Wullenwever und Nikolaus Bardewik. Dabei beantragte er, dass die Schiffe der Niederländer nicht mit Ballast, sondern nur mit voller Ladung durch den Sund fahren dürften.
Nach der Einführung der von Johannes Bugenhagen erarbeiteten Kirchenordnung im Mai 1531 war er Vorsteher des Heilig-Geist-Hospitals.
Im November 1534 verlangte der Frieden von Stockelsdorf den Rücktritt der Ausschüsse. Israhel gehörte auch anschließend zu den angesehenen Bürgern, die zu Beratungen mit dem Rat eingeladen wurden, und sprach sich anders als Wullenwever für eine Rückkehr von Nikolaus Brömse aus. Im August 1535 traten auch die aus den Ausschüssen in den Rat Gelangten zurück. 
Im Oktober 1535 verließ Wullenwever Lübeck, wurde im Herrschaftsgebiet des Bremer Erzbischofs gefangen genommen und im März 1536 in Wolfenbüttel peinlich befragt. Dabei gab er Harmen Israhel und sieben andere Ausschussbürger als Mitwisser seines Plans, in Lübeck ein Regiment nach Vorbild des Münsteraner Täuferreichs aufrichten zu wollen, an. Israhel wurde verhaftet und in den Marstall gebracht. Da allerdings bald Zweifel an der Glaubwürdigkeit von Wullenwevers unter der Folter erpressten „Geständnis“ laut wurden, wurden Israhel und die übrigen Verhafteten Anfang April in den Hausarrest entlassen. Nachdem Wullenwever vor seiner Hinrichtung bekannte, dass die Verleumdung der acht Bürger jeglicher Grundlage entbehrte, wurde Israhel im November 1536 freigesprochen.

### Gewerbe und Hausbesitzer
Um sein Monopol in Schweden nutzen zu können, ließ Israhel auch selbst für den Export produzieren. 1525 eröffnete er sein erstes Brauhaus, in dem er nach dem Vorbild des berühmten Hamburger Weißbiers brauen ließ. In Lübeck braute man im Mittelalter meist Rotbier. Ab etwa 1500 wurden hellere Biere beliebter. Um 1530 gab es bereits so viele Weißbierbrauer in Lübeck, dass sie ein eigenes Amt bildeten. Sein Bier wurde als Ysrahelber bis 1536 auch nach Schweden exportiert. In den folgenden Jahren kamen, entgegen dem Verbot, mehr als ein Brauhaus zu betrieben, zwei weitere Brauhäuser dazu. 1531 konnte er die Tremser Mühle pachten und dort einen Eisenhammer betreiben. Doch das Ende des Handels mit Schweden 1533 führte für Israhel zu einem wirtschaftlichen Niedergang. Er musste bereits im selben Jahr das erste Brauhaus schließen. Seine anderen Brauhäuser betrieb er bis 1541 beziehungsweise 1556. Noch 1546 verklagten ihn Lübecker Mitbürger auf Rückzahlung von Schulden von 1522, die Klage wurde aber wegen Verjährung abgewiesen.
Neben seinem Wohnhaus Mengstraße 54 und einem Haus in der Königstraße, das er von Tönnies Schacht, dem Stiefvater seiner Frau, geerbt hatte, besaß er das Hausgrundstück Fleischhauerstraße 33 und zwei Brauhäuser in der Wahmstraße.
Seine letzten zwanzig Lebensjahre verbrachte er als angesehener, wohlhabender Bürger in Lübeck. Die Kinder seiner Ehe mit Elsabe starben jung. Nach dem Tod seiner ersten Frau heiratete er die Witwe Anna van Resens, geb. Langenberg.

## Literarische Rezeption
In August Strindbergs Drama Gustavus Vasa von 1899 tritt Herman Israel zusammen mit seinem fiktiven Sohn Jakob als Lübecker Ratsherr auf.